# Gideon From
Josef Gideon From (i riksdagen kallad From i Skövde), född 27 juli 1906 i Tidaholm, Skaraborgs län, död 23 maj 1968 i Skövde, Skaraborgs län, var en svensk bankkamrer och politiker (folkpartist). 
Gideon From, som var son till en snickare, tog realexamen 1922 och anställdes 1925 vid Skaraborgs enskilda bank, där han utsågs till huvudkamrer 1946 och var utbildningsledare 1960–1964. Han var ledamot i Skövde stadsfullmäktige 1943–1968 och var drätselkammarens ordförande 1960–1963. Han var även ordförande i folkpartiets länsförbund i Skaraborg 1953―1968 och ordförande för Skövde missionsförsamling.
From var riksdagsledamot i andra kammaren för Skaraborgs läns valkrets från 1965 till sin död 1968. I riksdagen var han bland annat suppleant i tredje lagutskottet 1965–1968. Han engagerade sig inte minst i miljö- och naturvårdsfrågor.
Gideon From är begraven på Sankta Elins kyrkogård i Skövde.